# Bánh dẻo lạnh

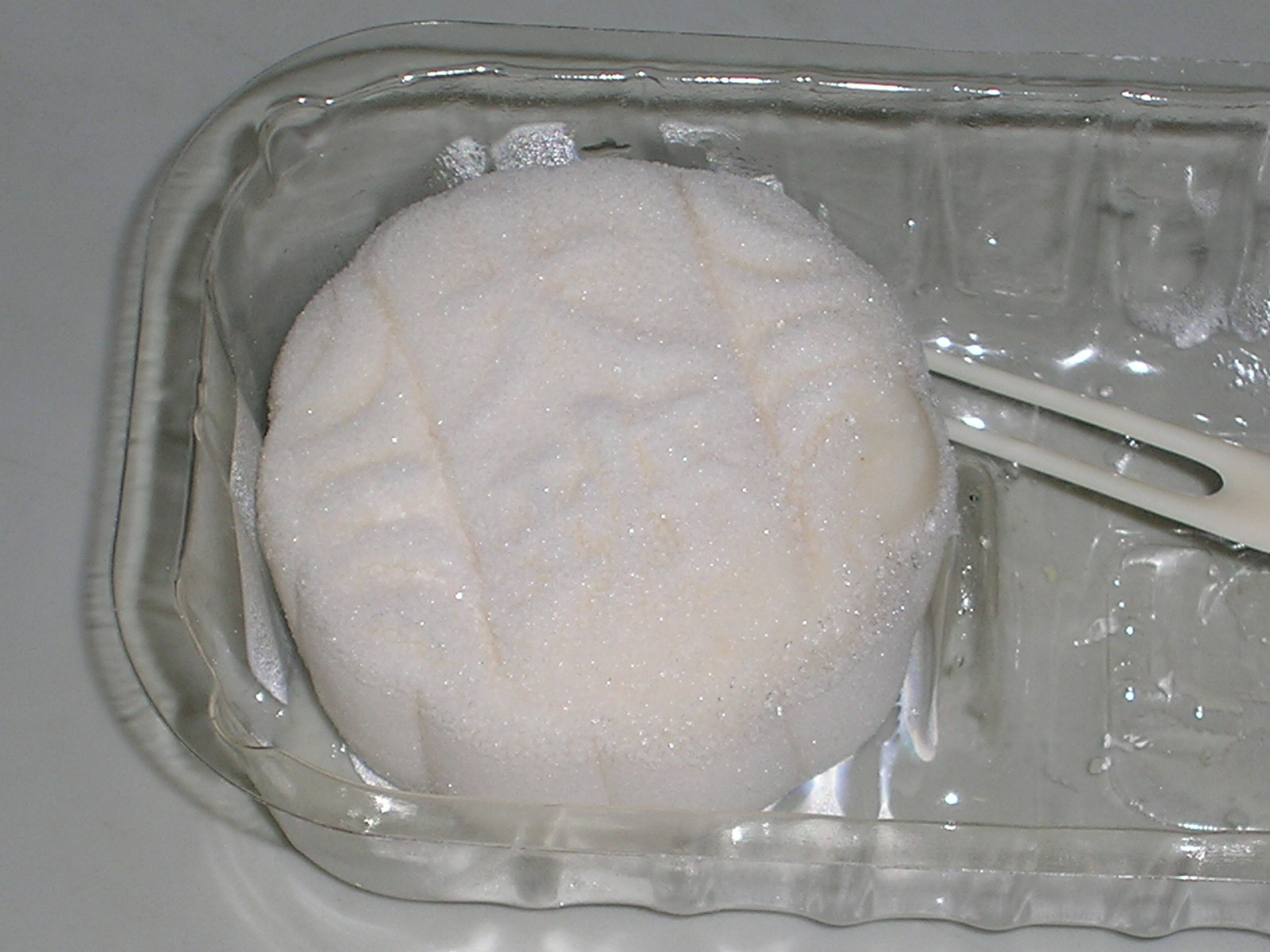
Một chiếc bánh dẻo lạnh với các hạt nước đá li ti còn ngưng đọng trên vỏ bánh

Bánh dẻo lạnh, bánh dẻo tuyết, bánh trung thu vỏ lạnh, hay bánh trung thu da tuyết (tiếng Anh: Snow skin mooncake, Snowy mooncake, Ice skin mooncake hoặc Crystal mooncake; tiếng Trung: 冰皮月餅, băng bì nguyệt bính) là một loại bánh dẻo không nướng, được bảo quản lạnh, sử dụng trong dịp tết trung thu và có xuất xứ từ Hồng Kông.

## Đặc điểm

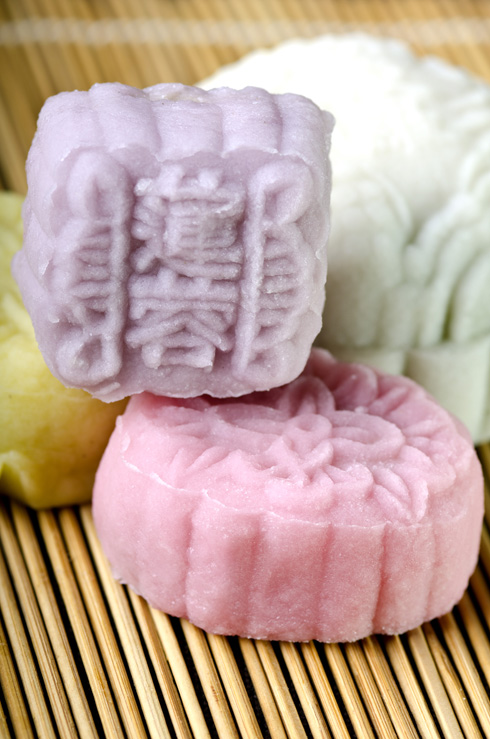
Một số loại bánh dẻo lạnh cách tân về màu sắc và hương vị của vỏ bánh

### Nhân bánh

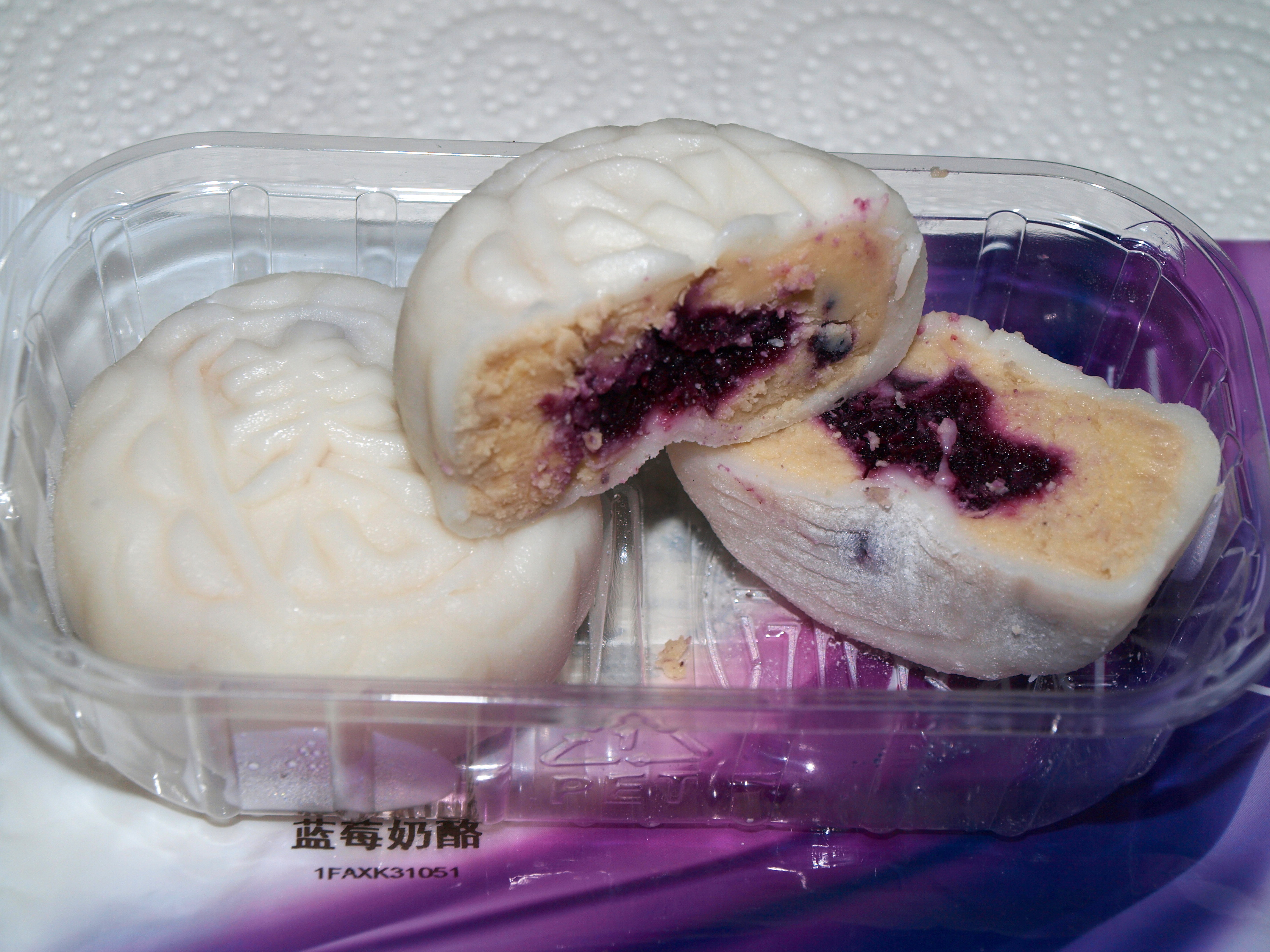
Bánh dẻo lạnh với nhân mứt việt quất